# Isabell Ostová
Isabell Ostová (* 21. října 1988 Erfurt, NDR) je německá rychlobruslařka.
Do závodů Světového poháru poprvé nastoupila na začátku roku 2009, tehdy také debutovala na Mistrovství světa ve víceboji (22. místo). Na Mistrovství Evropy premiérově startovala v roce 2010 (18. místo), zúčastnila se také Zimních olympijských her 2010, kde se na trati 1500 m umístila na 22. místě. Bronzovou medaili získala jako členka německého týmu ve stíhacím závodě družstev na Mistrovství světa na jednotlivých tratích 2011. Je také držitelkou několika cenných kovů z německých šampionátů.